# Obszar ochrony ścisłej Drożkowe Łąki
Drożkowe Łąki – obszar ochrony ścisłej o powierzchni 17,80 ha, znajdujący się na obszarze Wolińskiego Parku Narodowego na Półwyspie Przytorskim, w gminie Międzyzdroje, powiecie kamieńskim, województwie zachodniopomorskim. Obejmuje oddziały leśne 201 g, h, j, k, l, 202 b, d–l, 204 a w obwodzie ochronnym Wodny. Ochronie podlegają „las brzozowo-dębowy z długoszem królewskim, młodociane postacie olsów i zbiorowiska zaroślowe”. Najbliższą miejscowością są Międzyzdroje, zaś w pobliżu wytyczono ścieżkę przyrodniczą Drożkowe Łąki.